# Almási András
Almási András, kolozsvári ötvösmester.
A 17. század közepén élt. 1641-ben vették fel a kolozsvári ötvöscéhbe, majd annak második céhmestere, I. Apafi Mihály udvari ötvöse lett. Fia, ifj. Almási András is ötvös volt, 1690. január 7-én vettéke fel a céhbe.
"Az Betsűletes Chének kozonseges gÿűlese Celebralando alkalmatosságával állott bé jó emlekezetű Almasi Andras Uram fia ugÿan Almasi Andras Uram [nationahungaruskÿs a be allaserttfl 3 adott Zalagul be egÿ bokor aranjas kapsot."

## A "kincses Kolozsvár" ötvöscéhe
A fennmaradt céhiratok tanúsága szerint a 16. század végig Kolozsvár volt az erdélyi ötvösművészet központja. A kolozsvári ötvöscéh nemcsak a legrégibb, de a legnépesebb is volt az erdélyi ötvöscéhek között. 1453-1660 között a különböző iratokban 400 ötvös neve szerepelt, míg 1501-1600 között 180 ötvös dolgozott Kolozsváron. A céh regestruma 1561 és 1573 közötti évekből 62, illetve további évekből összesen 110 ötvösmester nevét őrizte meg. A 18. század második felében, 1771-ben készült kimutatás szerint 32 ötvösmester munkálkodott Kolozsváron. Az ötvösök nagy számához viszonyítva aránylag kevés olyan a 15-16. században készült ötvösmű ismeretes, melyekről a pontos kolozsvári származás megállapíható.